# Bartholomäus von Pisa
Bartholomäus von Pisa (* um 1338; † um 1401) war ein Franziskaner, dessen Hauptwerk in einer bekannten und umfangreichen Schrift über den hl. Franziskus von Assisi bestand.

## Leben und Werk
Bartholomäus war Mitglied der Pisaner Familie der Rinonico, absolvierte in Bologna ein Theologiestudium (1375 Magistertitel) und predigte in Pisa und Florenz. Das zwischen 1385 und 1390 von Bartholomäus von Pisa verfasste De conformitate vitae Beati Francisci ad vitam Domini Jesu (Über die Gleichförmigkeit des Lebens des heiligen Franziskus mit dem Leben des Herrn Jesus) führt genau Parallelen zwischen dem Gründer des Ordens der Minderbrüder und Jesus Christus an. So listete Bartholomäus alle Wunder und Legenden über den hl. Franziskus auf. In das Zentrum seiner Darstellung stellte er die Stigmata, die Wundmale des Franziskus, die dieser der Überlieferung zufolge auf dem Berg La Verna empfing. 
1399 wurde Über die Gleichförmigkeit… vom Franziskanerorden als „ausgezeichnet“ anerkannt, Bartholomäus erhielt als Geschenk eine Reliquie des Heiligen. Auch Päpste späterer Zeiten, etwa Pius VI., bezeichneten den hl. Franziskus als „zweiten Christus“.
In der Reformationszeit wandte sich Martin Luther (1483–1546) gegen die Schrift Über die Gleichförmigkeit…. Der Lutherschüler Erasmus Alber verfasste 1542 und 1543 eine deutsche und lateinische Streitschrift, den Koran der Franziskaner, das heißt Blasphemien- und Lügen-Babel eines stigmatisierten Götzenbildes, genannt Franziskus.